# أولاد سيدي الشيخ (عين لحجر)
أولاد سيدي الشيخ هي إحدى مشيخات المملكة المغربية، تتبع جغرافيا لإقليم تاوريرت وإداريًا لعين لحجر. يقدر عدد سكانها بـ 5988 نسمة حسب الإحصاء الرسمي للسكان والسكنى لسنة 2004.